# Улица Гертрудес (Рига)
Улица Ге́ртрудес — одна из центральных улиц Риги. Начинается от улицы Кришьяня Валдемара и заканчивается у слияния улиц Валмиерас и Сатеклес, упираясь в железнодорожные пути, за которыми располагается Московский форштадт.
Общая длина улицы — 1962 метра.

## История
Улица впервые упоминается в 1754 году. В начале своей истории называлась Большой Кузнечной (нем. Große Schmiedestraße) в связи с тем, что ранее в районе этой улицы при пересечении с современной улицей Тербатас располагались кузнечные мастерские. Большая часть ремесленников, проживавших по периметру этой улицы, занимались преимущественно этим ремеслом. На перекрёстке Большой Кузнечной и Большой Песочной (будущей Александровской, затем Бривибас) располагались Рауенские ворота (ворота Раунас). В конце XVIII века вела в сторону Банной улицы (ныне — улица Кришьяня Барона), затем была продлена до Московского предместья. Нынешняя улица Жаня Липкес, расположенная у Ивановского кладбища, до построения железной дороги была частью улицы Гертрудес.
После сноса городских укреплений и реализации проекта реконструкции рижского центра на месте старого церковного здания к 1864 году был воздвигнут новый храм Святой Гертруды. В 1885 году была переименована в Гертрудинскую в честь этой лютеранской церкви, построенной на специальной восьмиугольной площадке на пересечении с Церковной улицей (ныне улица Базницас) по проекту главного рижского архитектора Иоганна Даниэля Фельско. Святая Гертруда, покровительница путешественников, всегда почиталась в Риге, и в городе сохранилось два посвящённых ей храма. Некоторое время Петербургское предместье носило название Гертрудинского.
Когда улица Гертрудес стала одной из центральных, на ней селились в основном богатые горожане (купцы, промышленники, представители интеллигенции и художественной богемы), а дома строили известные архитекторы: Иоганн и Карл Фельско, Янис Алкснис, Генрих Шель и Фридрих Шеффель, Йозеф Хоффман и Николай Герцберг, Александр Ванагс и Эйжен Лаубе, Рейнгольд и Александр Шмелинги.
С 1950 по 1990 год улица носила имя Карла Маркса.

## Застройка

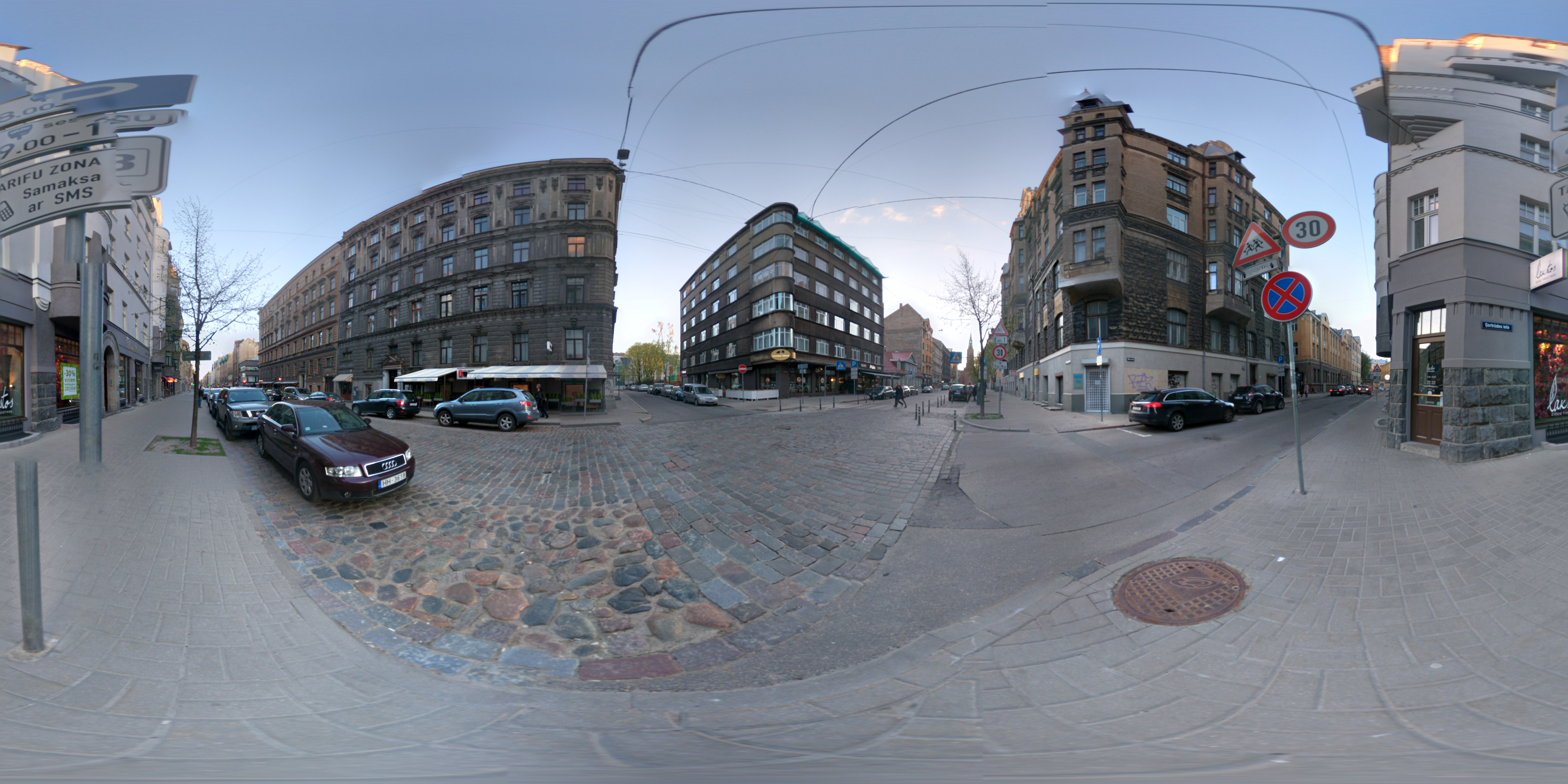

Застройка улицы относится преимущественно к концу XIX — началу XX столетия, когда в градостроительной практике преобладал латышский национальный романтизм, представлявший собой местное этнографическое ответвление модерна, в концепции которого построено большинство рижских многоэтажных доходных домов в период до Первой мировой войны. Доминантой улицы является Старая Гертрудинская церковь, построенная в 1885 году по проекту главного рижского архитектора Иоганна Даниэля Фельско.

### Достопримечательности
- В доме № 3 с 1920 по 1961 год проживал выдающийся латышский лингвист Ян Эндзелин. В этом же доме с 1923 по 1944 проживал классический латвийский композитор Язеп Витолс.
- В доме № 6 располагалась первая штаб-квартира Союза писателей Латвии.
- В доме № 9 жила действительный член Академии наук Латвии, глава представительства Еврокомиссии в Латвии с 2011 по 2018 год Инна Штейнбука.
- В доме № 16, построенном по проекту Николая Герцберга в 1912 году, с 1921 по 1945 год со своей второй женой — немкой Антониной Эрхард — жил эмигрировавший из России Николай Богданов-Бельский (1868−1945)[3].
- В доме № 19-21 (архитектор Рудольф Донберг) в 1930-х годах располагалась шоколадная фабрика Рубинштейна «Рига»[2].
- Жилой дом № 23/25 на перекрёстке с улицей Акас (именуемый также домом Кемпеля) построен в 1909 году по проекту Эйжена Лаубе в стиле национального романтизма и является памятником архитектуры государственного значения. На месте этого дома раньше находился колодец, из которого крестьяне и путешественники брали воду для лошадей перед въездом в город. Так получила название улица Акас — «Колодезная»[2]. В Доме Кемпеля годы снимали квартиры выдающиеся представители рижской интеллигенции, в том числе здесь жил известный латвийский историк, писатель и переводчик профессор Арведс Швабе[2]. Дом полностью реконструирован в 2013 году российскими инвесторами[4].
- На месте дома № 27 до постройки каменного здания находилось первое в России производство двухколесных велосипедов, которое создал инженер-механик из Кулдиги Александр Лейтнер, в 1896 году получивший золотую медаль с формулировкой «За хорошую работу и чистую отделку велосипедов, а также за почин производства велосипедов в России». Перед началом Первой мировой войны на фабрике Лейтнера выпускали 18 тысяч велосипедов. Можно сказать, что велосипед был одним из символов Риги[2].
- Доходный дом № 34, построен для К. Свирловского в 1911 году, архитектор Я. Алкснис. Типичный пример так называемого вертикального модерна с симметричным фасадом в исполнении Алксниса на улице Гертрудес[5]. Начиная с 1910 года вертикализм стал доминирующим направлением в архитектуре рижского модерна[6].

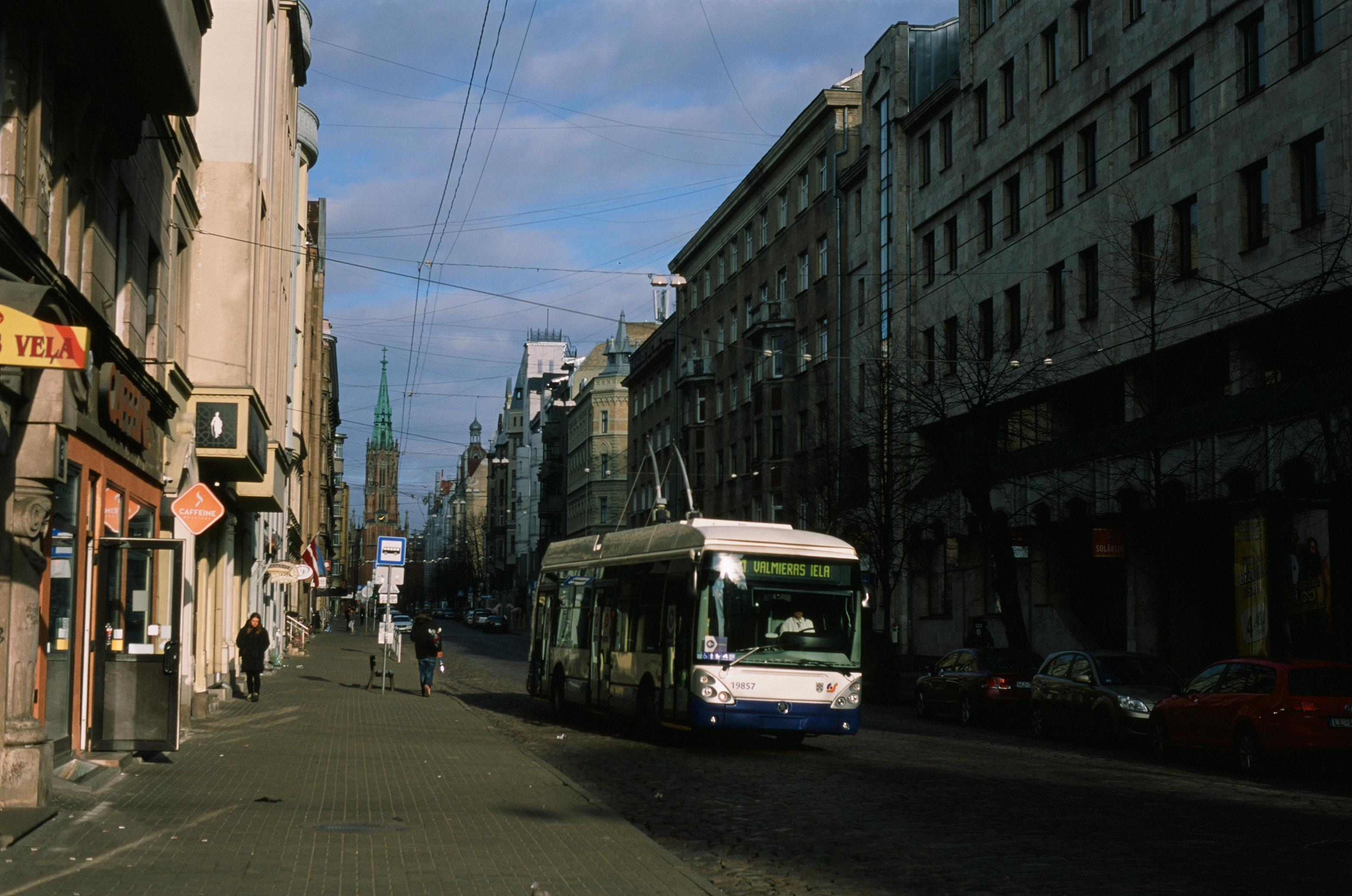
Троллейбус на улице Гертрудес (2020)

- Доходный дом  № 36, построен в 1907 году, архитектор А. Шмелинг. Образец латышского национального романтизма: два эркера с обнажёнными элементами стальных несущих конструкций выделяются на фоне асимметричного фасада, отделанного тёмно-серой штукатуркой грубой фактуры[6].
- Дом № 38 построен по проекту архитектора-немца Александра Шмелинга в стиле латышского национального романтизма: два эркера с обнажёнными элементами несущих стальных конструкций выделяются на фоне асимметричного фасада, отделанного грубой тёмно-серой штукатуркой[7].
- В доме 69/71 проживал латвийский советский писатель Андрей Упит.
- В доме № 85 с 1925 по 1934 год проживал латвийский хоровой дирижёр Екабс Медыньш.

## Прилегающие улицы
- Улица Кришьяня Валдемара
- Улица Сколас
- Улица Базницас
- Улица Бривибас
- Улица Акас
- Улица Тербатас
- Улица Кришьяня Барона
- Улица Александра Чака
- Улица Авоту
- Улица Курбада
- Улица Админю
- Улица Сатеклес
- Улица Валмиерас